# Boerhavia
Genre
Classification phylogénétique
Le genre Boerhavia comprend environ 40 espèces de plantes annuelles ou pérennes de la famille de la Belle-de-nuit, la famille des Nyctaginaceae. La dénomination du genre vient d’un botaniste hollandais nommé Herman Boerhaave.
Ces plantes sont originaires des régions tropicales et subtropicales.

## Liste d’espèces (selon SITI)
- Boerhavia anisophylla Torr.
- Boerhavia coccinea P.Mill.
- Boerhavia coulteri (Hook.f.) S.Wats.
- Boerhavia diffusa L.
- Boerhavia erecta L.
- Boerhavia gracillima Heimerl
- Boerhavia herbstii Fosberg
- Boerhavia intermedia M.E.Jones
- Boerhavia linearifolia Gray
- Boerhavia mathisiana F.B.Jones
- Boerhavia megaptera Standl.
- Boerhavia pterocarpa S.Wats.
- Boerhavia purpurascens Gray
- Boerhavia repens L.
- Boerhavia scandens L.
- Boerhavia spicata Choisy
- Boerhavia triquetra S.Wats.
- Boerhavia wrightii Gray

## Utilisations
De nombreuses espèces sont des adventices des cultures ou des plantes ornementales.